# Pau de Sangue
Pau de Sangue (1996) – Po di Sangui, em língua crioula – é um filme de longa-metragem de Flora Gomes. É uma produção da Guiné-Bissau, feita em co-produção com Portugal, França e Tunísia.
O tema central da obra, já abordado em Mortu Nega (1988), ilustra a dramática «contradição entre tradição e modernidade» no continente africano. Sendo uma ficção pura, a obra não deixa de ser uma etnoficção. Este é um dos seus traços distintivos.
Tem ante-estreia no cinema Rivoli (Porto).a 9 de Novembro de 1996. Estreia a 31 de Julho em Portugal e em França a 13 de Novembro de 1996

## Sinopse
Na aldeia de Amanhã Lundju, sempre que nasce uma criança, uma árvore é plantada. Será essa árvore o seu espírito. Cresce a árvore com a criança. As árvores são a alma da aldeia.
Vive-se entretanto uma época em que muitas mais árvores são abatidas do que aquelas que são plantadas. Tudo por culpa dos aldeões e dos madeireiros que, sem medir bem as consequências – e por culpa do Estado, que mais que eles não vê – cortam as árvores à toa, para fazer lenha ou mobília.
Du, curioso andarilho, regressa de uma das suas místicas andanças. Um fogo premonitor precede a sua chegada. Preocupado com aquilo que sente e com a insensatez dos outros, resolve Du pedir conselho à sua árvore gémea. Por tradição, terá de ocupar o lugar do irmão morto, ser marido da sua mulher e pai da sua filha. Entretanto, pela calada, resolve a mãe de Du pedir por seu lado conselho também à alma gémea de Humi, o gémeo irmão de seu errante filho, há pouco inexplicavelmente falecido.
Começam então a acontecer coisas bizarras. Saly, a nova mulher de Du, ex-mulher do irmão, enlouquece e apaixona-se pelo Sol. Perante o mistério, Calacalado, o feiticeiro, mobiliza toda a aldeia, que, conduzida por Saly, parte para o deserto em busca de resposta, numa viagem iniciática. A partir daqui, segue-se «um conto bíblico revisitado por uma África que sonha com a Terra Prometida» (Jacques Mandelbaum, jornal Le Monde, 14 de novembro de 1996).
O deserto, penosamente percorrido, torna-se o espelho do futuro: é ele a grande ameaça. Na sua travessia morrem os velhos e os fracos. Resolve Du por fim trazê-los de vota à aldeia, depois de Saly parir uma criança no meio da desolação. Em Amanhã Lundju, uma surpresa os aguarda: a resposta será dada.

## Enquadramento histórico
Nas palavras de Flora Gomes, a moral da história é esta: «A modernização é uma brilhante miragem, radiante como o sol». Nesta questão, diverge de muitos dos seus colegas africanos de cinema, que nela vêem a salvação da pátria. Flora Gomes sabe (como bem o sabia o sábio Jean Rouch, o branco gémeo de um enraizado pau de sangue) que em África preferiu morrer, que África é África mau grado a História.
Tal como Rouch, Flora Gomes mitificou-a, em imagens animadas e por palavras que ela não tinha: dando-a a ver por aquilo que ela é – o mito – e não por aquilo que a ganância do colonialismo ou dos que tomaram o seu lugar pretende que ela seja, fazendo-a vergar à poderosa vontade de quem nela escreve a sua História, que não a dela. Sabendo no entanto que a realidade histórica é inelutável, Flora Gomes retrata-a numa narrativa em que a dura realidade documentada pesa tanto quanto a ficção pura. Pura ficção etnográfica ou etnoficção? Documentário, que de realidade só tem a ideia, tal como se vê na caverna de Platão?
Singular aposta. Torna-se a questão evidente e convincente. Numa época em que, mais que outro continente, África concentra as atenções do mundo, eis que Flora Gomes lhe dá voz, uma voz que se faz ouvir um pouco por todo o lado. Comovidas, várias gentes de vários países, na Europa e nas Américas, dão voz a essa voz. Obscura para muita gente, assim iluminada por certas imagens, por certa luz, África torna-se transparente ao olhos do mundo.

## Ficha artística
- Du - Ramiro Naka
- Edna Évora – Saly
- Adama Kouyate – Calacalado
- Dulcenia Bidjanque – Luana
- Djuco Bodjan – N’te
- Dadu Cisse – Puntcha
- Bia Gomes – Antónia

## Ficha técnica
- Argumento – Flora Gomes e Anita Fernandez
- Realizador – Flora Gomes
- Produção – Arco Íris (Guiné-Bissau), SP Filmes (Portugal), Films Sans Frontières (França), Cinetelfilm (Tunísia)
- Produtor - Jean-Pierre Gallepe
- Produtores executivos – Michel Mauros e Maria Cecilia Fonseca
- Fotografia – Vincenzo Marano
- Som - Pierre Donnadieu
- Música – Pablo Cueco
- Cenários – Joseph Kpobly e Etienne Mery
- Montagem – Christiane Lack
- Género – Ficção, drama (etnoficção)
- Formato – 35 mm cor
- Duração – 93’
- Distribuição – Les Films sans Frontières

## Festivais e mostras
- 1996 – Festival de Cannes - (ficha do filme) - competição
- 1996 – World Film Festival (Montreal, Canada) - Cinema of Tomorrow
- 1996 - Po di Sangui no Festival de Locarno
- 1996 - Festival Internacional de Innsbrück
- 1996 – Festival des Trois Continents (ficha do filme)
- 1996 - Po di Sangui na Académie de Créteil (Paris)
- 1997 – Mostra em Lübeck (Lübecker Satdtzeitung)
- 2004 – Der Blutbaum no Centro de Cultura Cinematográfica de Salzburgo
- 2004 – Quilombo, regards sur les arts d'Afrique et de la Diaspora (Montpellier, França)
- 2005 – 8.º Festival Cineambiente d’all’Africa (de 7 a 9 de Outubro) – ficha do filme
- 2006 – 21.º Festival Internacional de Cine de Mar del Plata
- 2006 – African Cinema in Berlin, em Africa Live Online
- 2007 – Panafricana em Cinemafrica (ver ficha – PDF)